# Orde van de Ster van het Zuiden
De Orde van de Ster van het Zuiden, in het Engels "Order of the Southern Star" geheten, is een in 1973 ingestelde onderscheiding van de Republiek Zuid-Afrika. 
Het lint is rood met twee brede wit met blauwe biezen. Deze ridderorde wordt alleen aan vreemdelingen verleend en is gedacht voor "opvallende en uitzonderlijke verdiensten voor Zuid-Afrika" (for singular and exceptional achievement).
Nobelprijswinnaars, de arts Christiaan Barnard die als eerste met succes een menselijk hart transplanteerde, ANC voorzitter Oliver Tambo en Chief Luthuli dragen of droegen dit kruis in goud. De schrijfster Nadine Gordimer, E. Mphahlele en de paleontoloog P. Tobias ontvingen het zilveren kruis.
Het versiersel heeft de vorm van een witte ster met vijf armen en tien punten en vijf gouden punten tussen de armen. In het midden is een blauwe bloem geplaatst. Een gouden ornament dient als verhoging en verbinding met het lint.
Deze ridderorde heeft de vijf in het internationale diplomatieke verkeer gebruikelijke graden.
- Grootkruis (Grand Cross)
- Grootofficier (Grand Officer)
- Commandeur (Commander)
- Officier (Officer)
- Lid (Member)

## De hervormingen van na 2000
President Nelson Mandela liet bekendmaken dat hij het ordestelsel wilde hervormen. De Zuid-Afrikaanse regering zag de orden als een reliek van de apartheid met een te duidelijk Europese, en niet Afrikaanse, achtergrond en symboliek. De volkeren van Zuidelijk Afrika kenden geen ridderorden. De vormgeving en symboliek van deze orde had negatieve connotaties voor een aantal Zuid-Afrikanen. Dat gold met name voor de stralen, de kleuren, het anker en het Latijn van het motto van de Orde van de Goeie Hoop. Het was echter belangrijk voor de Zuid-Afrikaanse regering dat de nieuwe symboliek toch vooral de Zuid-Afrikaanse identiteit vertegenwoordigde, omdat de Orde aan buitenlanders uitgereikt wordt.